# ユダヤ人キリスト教徒
ユダヤ人キリスト教徒とは、初期キリスト教の時代に、ユダヤ人の間で広まったキリスト教徒を指す。主に、エルサレムを中心に、イエスの弟（或いは親戚）ヤコブが布教した。
イエス自身がユダヤ人であり、ユダヤコミュニティの中からキリスト教は興った為、初期のキリスト教徒の殆どがユダヤ人であるのは当然のことであった。しかし、ユダヤ教からの独立が明確になりはじめると、異邦人の信徒が多数を占め始めたためにこのような呼称が成立した。
ユダヤ人キリスト教徒は、パウロの布教による異邦人キリスト教（ヘレニズム・キリスト教）の勢力拡大を前に、3～4世紀に消滅した。